# Hipoglucemia reactiva
Hipoglucemia reactiva, hipoglucemia posprandial o bajón de azúcar es un término que describe episodios recurrentes de hipoglucemia sintomática que se producen en las cuatro horas siguientes a una comida rica en carbohidratos en personas con y sin diabetes. El término no es necesariamente un diagnóstico, ya que requiere una evaluación para determinar la causa de la hipoglucemia.
Esta afección está relacionada con los sistemas homeostáticos que utiliza el organismo para controlar el nivel de azúcar en sangre. Se describe como una sensación de cansancio, letargo, irritación o resaca, aunque los efectos pueden atenuarse si se realiza mucha actividad física en las primeras horas tras el consumo de alimentos.
El supuesto mecanismo de la sensación de colapso está relacionado con un aumento anormalmente rápido de la glucosa en sangre después de comer. Normalmente, esto provoca la secreción de insulina (lo que se conoce como pico de insulina), que a su vez inicia la rápida absorción de glucosa por los tejidos, ya sea almacenándola como glucógeno o grasa, o utilizándola para la producción de energía. El consiguiente descenso de la glucosa en sangre se señala como la causa del "bajón de azúcar". Otra causa podría ser el efecto de histéresis de la acción de la insulina, es decir, el efecto de la insulina sigue siendo prominente incluso si tanto los niveles de glucosa en plasma como los de insulina ya eran bajos, provocando un nivel de glucosa en plasma finalmente mucho más bajo que el nivel basal.
Los bajones de azúcar no deben confundirse con los efectos posteriores al consumo de grandes cantidades de proteínas, que producen una fatiga similar a la de un choque de azúcar, sino que son el resultado de que el organismo da prioridad a la digestión de los alimentos ingeridos.
La prevalencia de esta afección es difícil de determinar porque se han utilizado varias definiciones más estrictas o más laxas. Se recomienda reservar el término hipoglucemia reactiva para el patrón de hipoglucemia posingesta (posprandial) que cumple los criterios de Whipple (los síntomas corresponden a un nivel de glucosa mensurablemente bajo y se alivian al elevar la glucosa), y utilizar el término síndrome posprandial idiopático para patrones de síntomas similares en los que no se pueden documentar niveles de glucosa anormalmente bajos en el momento de los síntomas.
Para ayudar en el diagnóstico, el médico puede solicitar una prueba de HbA1c, que mide la media de azúcar en sangre durante los dos o tres meses anteriores a la prueba. La prueba de tolerancia a la glucosa de 6 horas, más específica, puede utilizarse para registrar los cambios en los niveles de azúcar en sangre del paciente antes de la ingestión de una bebida especial con glucosa y a intervalos regulares durante las seis horas siguientes para ver si se produce una subida o bajada inusual de los niveles de glucosa en sangre.
Según los Institutos Nacionales de la Salud (NIH) de EE. UU., un nivel de glucosa en sangre inferior a 70 mg/dL (3,9 mmol/L) en el momento de los síntomas, seguido de un alivio después de comer, confirma el diagnóstico de hipoglucemia reactiva.

## Signos y síntomas
Los síntomas varían en función del nivel de hidratación de los individuos y de su sensibilidad al ritmo y/o la magnitud del descenso de su concentración de glucosa en sangre.
El colapso suele producirse en las cuatro horas siguientes al consumo excesivo de hidratos de carbono. Junto con los síntomas de la hipoglucemia, los síntomas de la hipoglucemia reactiva incluyen:
| - visión doble o borrosa - pensamiento confuso - niebla cerebral - insomnia - palpitaciones o fibrilación cardiaca - fatiga - mareos - aturdimiento - sudoración - dolor de cabeza - depresión | - nerviosismo - espasmos musculares - irritabilidad - temblores - bochorno - antojo de dulces - aumento del apetito - rinitis - náusea, vómito - ataque de pánico - entumecimiento/frío en las extremidades | - confusión - irracionalidad - sofoco - mal genio - palidez - ansiedad - problemas para hablar - manos frías - desorientación - necesidad de dormir o de "colapsar" |

La mayoría de estos síntomas, a menudo correlacionados con la sensación de hambre, imitan el efecto de una ingesta inadecuada de azúcar, ya que la biología del colapso es similar en sí misma a la respuesta del organismo a los niveles bajos de azúcar en sangre tras periodos de deficiencia de glucosa.

## Causas
Los NIH declaran: "Las causas de la mayoría de los casos de hipoglucemia reactiva siguen siendo objeto de debate. Algunos investigadores sugieren que ciertas personas pueden ser más sensibles a la liberación normal de la hormona epinefrina, que provoca muchos de los síntomas de la hipoglucemia. Otros creen que las deficiencias en la secreción de glucagón podrían provocar una hipoglucemia reactiva.
Otras hormonas modulan la respuesta del organismo a la insulina, como el cortisol, la hormona del crecimiento y las hormonas sexuales. Por ello, los trastornos hormonales no tratados o insuficientemente tratados, como la insuficiencia suprarrenal (véase también la enfermedad de Addison) o la deficiencia de la hormona del crecimiento, pueden provocar a veces hipersensibilidad a la insulina e hipoglucemia reactiva.
Se cree que la cirugía de bypass estomacal o la intolerancia hereditaria a la fructosa son causas, aunque poco frecuentes, de hipoglucemia reactiva. La abstinencia de mio-inositol o 1D-chiro-inositol puede causar hipoglucemia reactiva temporal.
Existen varios tipos de hipoglucemia reactiva:
1. Hipoglucemia alimentaria (consecuencia del síndrome de dumping; se produce en aproximadamente el 15% de las personas operadas del estómago).
2. Hipoglucemia hormonal (por ejemplo, hipotiroidismo)
3. Gastritis inducida por Helicobacter pylori (algunos informes sugieren que esta bacteria puede contribuir a la aparición de hipoglucemia reactiva).[15]
4. Deficiencias enzimáticas congénitas (intolerancia hereditaria a la fructosa, galactosemia y sensibilidad a la leucina de la infancia).[16]
5. Hipoglucemia tardía (diabetes oculta; se caracteriza por un retraso en la liberación precoz de insulina por parte de las células beta pancreáticas, lo que provoca una exageración inicial de la hiperglucemia durante una prueba de tolerancia a la glucosa).[17]

"Hipoglucemia reactiva idiopática" es un término que ya no se utiliza porque los investigadores conocen ahora las causas subyacentes de la hipoglucemia reactiva y disponen de las herramientas para realizar el diagnóstico y de los datos fisiopatológicos que explican los mecanismos.
Para comprobar si existe una hipoglucemia real cuando aparecen los síntomas, no son eficaces ni la prueba de tolerancia oral a la glucosa ni la prueba del desayuno; en su lugar, el estándar actual es la prueba hiperglúcida del desayuno o la prueba ambulatoria de glucosa.
Para funcionar con normalidad, el organismo necesita un aporte relativamente constante de glucosa, un azúcar que se produce al digerir los hidratos de carbono. El glucagón y la insulina son algunas de las hormonas que garantizan un rango normal de glucosa en el cuerpo humano. Tras el consumo de una comida, el azúcar en sangre normalmente aumenta, lo que desencadena que las células pancreáticas produzcan insulina. Esta hormona inicia la absorción de la glucosa sanguínea recién digerida en forma de glucógeno en el hígado para su metabolización o almacenamiento, reduciendo así los niveles de glucosa en sangre. Por el contrario, el páncreas libera la hormona glucagón como respuesta a unos niveles de azúcar en sangre inferiores a los normales. El glucagón inicia la absorción del glucógeno almacenado en el hígado en el torrente sanguíneo para aumentar los niveles de glucosa en sangre. Los tentempiés y las comidas esporádicas con alto contenido en carbohidratos se consideran las causas específicas de los bajones de azúcar. El "bajón" que se siente se debe al rápido aumento y posterior descenso del azúcar en sangre en el sistema corporal cuando se empieza y se deja de consumir alimentos ricos en azúcar. Se produce más insulina de la realmente necesaria en respuesta a la ingestión rápida y abundante de alimentos azucarados.

## Tratamiento
La hipoglucemia reactiva suele aliviarse con cambios en la dieta:
- Evitar o limitar la ingesta de azúcar, incluidos los caramelos, los postres dulces, los zumos de fruta y las bebidas con azúcar añadido.[21][22]
- Comer sólo pequeñas cantidades de alimentos ricos en almidón, como papa, pasta, cereales de desayuno y arroz.[21]
- Comer una variedad de alimentos, incluyendo:
  - huevos, frutos secos, productos lácteos, tofu, alubias, lentejas, carne, aves, pescado u otras fuentes de proteínas con cada comida o tentempié,[21]
  - hidratos de carbono integrales, como comer pan integral en lugar de pan blanco,[21] y
  - más frutas y verduras (pero no zumos de frutas), siendo 5 al día el objetivo recomendado para la mayoría de la gente.[21]
- Comer más alimentos ricos en fibra, como lentejas, alubias, legumbres, verduras de hoja verde y la mayoría de frutas y verduras.[21]

Otros consejos para prevenir los bajones de azúcar son:
- Hacer ejercicio con regularidad, ya que el ejercicio aumenta la captación celular de azúcar, lo que disminuye la liberación excesiva de insulina.[23][24]
- Evitar ingerir comidas o tentempiés compuestos en su totalidad por hidratos de carbono;[21] ingerir simultáneamente grasas y proteínas, que tienen tasas de absorción más lentas;
- Elegir sistemáticamente hidratos de carbono complejos y de larga duración para evitar las bajadas rápidas de azúcar en sangre en caso de que se consuma una cantidad desproporcionada de hidratos de carbono con una comida;
- Controlar los efectos que la medicación pueda tener sobre los síntomas.[4]

La dieta baja en carbohidratos y/o las comidas pequeñas y frecuentes son el primer tratamiento de esta afección. El primer punto importante es añadir pequeñas comidas a media mañana y por la tarde, cuando la glucemia empezaría a disminuir. Si la composición de la comida es adecuada, se evita así la caída de la glucemia. Los pacientes deben evitar los azúcares de absorción rápida y, por tanto, evitar los refrescos populares ricos en glucosa o sacarosa. También deben tener precaución con las bebidas que asocian azúcar y alcohol, principalmente en estado de ayuno.+
Al tratarse de una dolencia de corta duración, un bajón de azúcar que no haya sido causado por inyectarse demasiada insulina no suele requerir intervención médica en la mayoría de las personas. Los factores más importantes que hay que tener en cuenta al abordar esta cuestión son la composición y el momento de ingerir los alimentos.
Los síntomas agudos (a corto plazo) de bajada de azúcar se tratan mejor consumiendo pequeñas cantidades de alimentos dulces, para recuperar el equilibrio en el metabolismo de los hidratos de carbono del organismo. Las sugerencias incluyen alimentos azucarados que se digieren rápidamente, como:
- Fruta deshidratada
- Gaseosas
- Jugos
- Azúcar en forma de caramelos, pastillas o cubitos.[26]

La clase de medicación antihipertensiva conocida como bloqueantes de los canales de calcio podría ser útil para la hipoglucemia reactiva, ya que la inhibición de los canales de calcio en las células beta de los islotes puede ayudar a prevenir una sobreproducción de insulina después de ingerir una comida.

## Síndrome postprandial
Si no hay hipoglucemia en el momento de los síntomas, esta afección se denomina síndrome postprandial idiopático. Puede tratarse de un "síndrome posprandial adrenérgico": los niveles de glucosa en sangre son normales, pero los síntomas se deben a una contrarregulación adrenérgica autonómica. A menudo, este síndrome se asocia con angustia emocional y comportamiento ansioso del paciente, lo que también suele observarse en trastornos disautonómicos. Las recomendaciones dietéticas para la hipoglucemia reactiva pueden ayudar a aliviar los síntomas del síndrome postprandial.

## Lectura adicional
- Açbay O, Celik AF, Kadioğlu P, Göksel S, Gündoğdu S (1999). "La gastritis inducida por Helicobacter pylori puede contribuir a la aparición de hipoglucemia postprandial sintomática" Dig. Dis. Sci. 44 (9): 1837-42